# 爆心地
爆心地（ばくしんち、英: ground zero、略: GZ）とは、原子爆弾（原爆）などの核兵器による核爆発の中心地点を指す。広義には大規模な爆発や爆破の中心地点も指すが、一般的には特に原水爆のそれを指すことが多い。

## 用語の概要
一般に兵器として使用される核爆弾は、破壊の効果を最大化するために、地表ではなく空中で爆発させられることが多い。そのため、爆発が起こった空中の一点を爆発点または爆源、その真下の地点を爆心地または爆央と呼んで区別することもある。資料によっては、爆発点を炸裂点といったり、爆心といったりするものもあるが、本項では爆心と爆心地との混同を避けるため、なるべく爆発点と爆心地に用語を整理して説明する。
英語では、爆発点の位置に着目して、空中爆発（大気圏内核実験）の場合には真下の爆心地をhypocenterと呼び、地下または水中での爆発（地下核実験や水中核実験）の場合には真上の爆心地をepicenterと呼ぶ。対して、前者の場合は空中の爆発点をepicenterと呼び、後者の場合は地下または水中の爆発点をhypocenterと呼ぶ。また、爆発点との位置関係にかかわらず、爆心地はグラウンド・ゼロ（地上原点）とも呼び、対する空中の爆発点はエア・ゼロ（空中原点）とも呼ぶ。
特に、1945年（昭和20年）8月、実際に人が居住している日本の広島市と長崎市の空中で炸裂した2発の原爆のそれが爆心地として言及されることが多い。他方、グラウンド・ゼロ（Ground Zero）といえば、2001年9月11日に発生したアメリカ同時多発テロ事件以後、崩壊したワールドトレードセンターのツインタワー跡地（ニューヨーク市マンハッタン区）を指すのが普通である。

## 爆心の決定と線量評価システム
| 線量評価方式       | 広島原爆       | 広島原爆       | 広島原爆   | 広島原爆 | 長崎原爆      | 長崎原爆      | 長崎原爆   | 長崎原爆 | 出典          |
| 線量評価方式       | X座標 (東西)   | Y座標 (南北)   | 誤差半径   | 高さ     | X座標 (東西)  | Y座標 (南北)  | 誤差半径   | 高さ     | 出典          |
| ------------------ | -------------- | -------------- | ---------- | -------- | ------------- | ------------- | ---------- | -------- | ------------- |
| T57D (暫定/実測値) | 44.310         | 61.720         | N/A        | 580 m    | 93.610        | 65.920        | N/A        | 490 m    | [ 9 ]         |
| T65D (暫定/実測値) | 44.285         | 61.697         | N/A        | 576 m    | 93.656        | 65.960        | N/A        | 507 m    | [ 10 ]        |
| DS86 (推定/計算値) | 44.298         | 61.707         | ±15 m      | 580±15 m | 93.624        | 65.936        | ±20 m      | 503±10 m | [ 11 ] [ 12 ] |
| DS02 (推定/計算値) | 西へ約15 m移動 | 西へ約15 m移動 | 上記と同等 | 600±20 m | 西へ約3 m移動 | 西へ約3 m移動 | 上記と同等 | 同上     | [ 14 ]        |

広島と長崎に投下された原爆の爆発点の位置は、各被爆者が被爆した地点の爆心地からの距離を決定するために用いられる。被爆者の被曝推定放射線量は被爆地点の爆発点からの距離および遮蔽要因をもとに算定され、被曝線量と被曝による健康への影響の相関関係が評価される。したがって、爆心の位置は被爆者の被曝放射線量の推定において最重要なデータの一つである。
被爆者の身分を証明する被爆者健康手帳（原爆手帳）には必ず、その人が被爆した地点の爆心地からの距離が記されている。遮蔽物の有無の影響による個々の差はあるものの、総じて爆心地に近づくほど被爆者の健康へのダメージは深刻であり、早期死亡率や原爆後障害の発生率が高いことが明らかとなっている。
被爆者個々人の被曝線量について、かつては核実験を繰り返し、核爆発の実測値に基づいて推定していたが、現在までにコンピュータを用いたシミュレーションに基づく計算値が高い精度で得られるようになり、実測値に代わる推定値として線量評価に使用されている。データの分析・検証が進むにつれ、両原爆の爆心の位置と高度の推定値は線量評価システムとともに改定を重ねてきた。現行の2002年線量推定方式（DS02）では、広島原爆の爆心高度は従来の推定値より20メートル高い600メートル、長崎原爆のそれは503メートルとされている。
放射線影響研究所（旧原爆傷害調査委員会）が長年にわたり蓄積してきた、爆心地と被爆者の被曝線量に関する調査データは、国際的な放射線防護基準の策定や、原子力事故の被害者の治療に生かされている。

## 著名な爆心地

### トリニティ・サイト

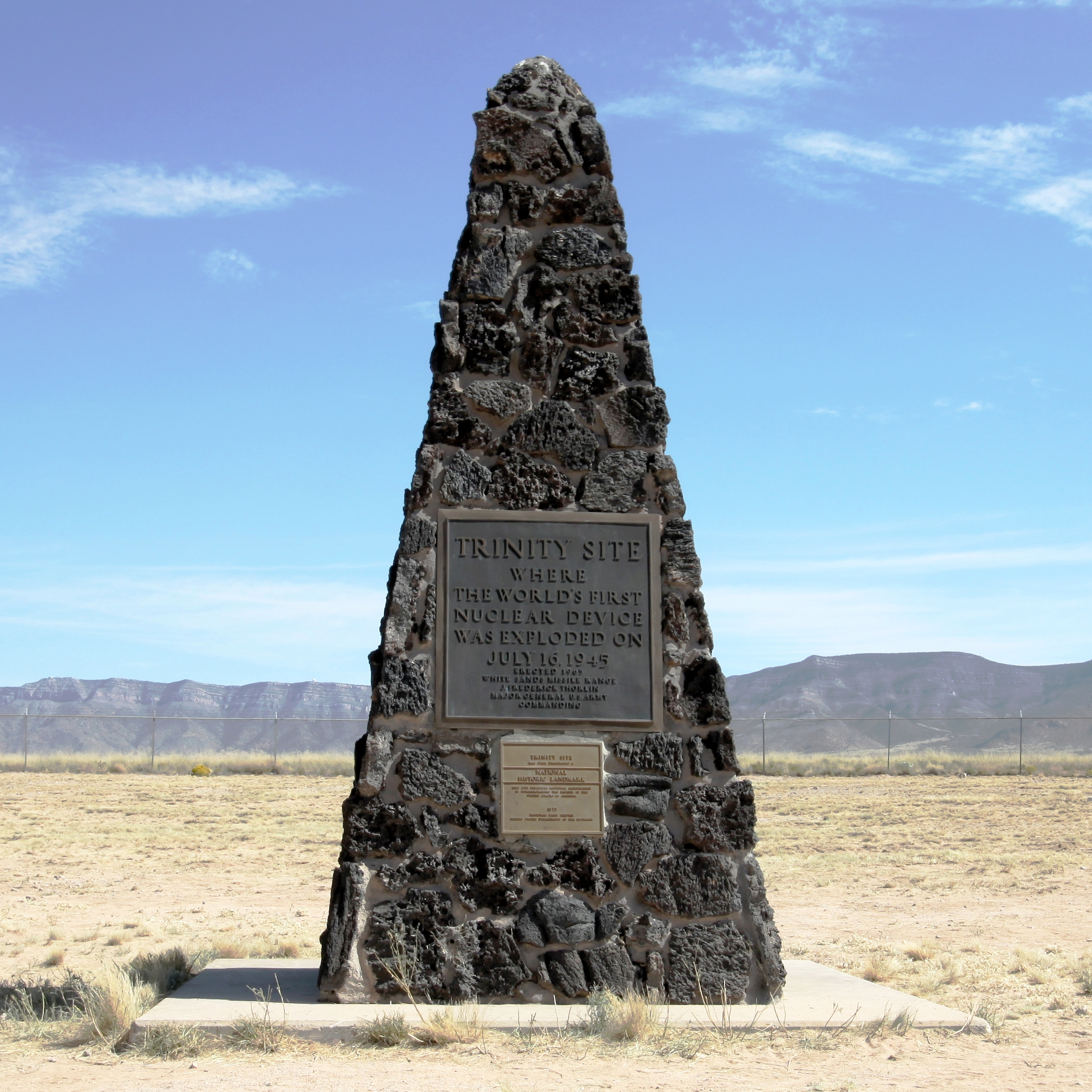
世界初の核実験場「トリニティ・サイト」に建つ記念碑（米国ニューメキシコ州）

1945年7月16日午前5時29分45秒、マンハッタン計画の一環として世界初の核実験場となったトリニティ・サイト（トリニティ実験場跡）は、アメリカ合衆国ニューメキシコ州の砂漠地帯にある。原子爆弾「ガジェット」が起爆された爆心地には、深さ5メートル、直径360メートルの巨大なクレーターが形成されたが、放射線の拡散を防ぐため、1950年代に埋め戻され、1965年に陸軍の当局者により石碑が建てられた。1975年には国立公園局により、爆心地を含む一帯が国定歴史建造物に指定された。現在はホワイトサンズ・ミサイル実験場の一角にあり、年に2回（春と秋）一般公開されている。爆心地の座標は北緯33度40分38.1秒 西経106度28分31.6秒 / 北緯33.677250度 西経106.475444度である。

### ヒロシマ

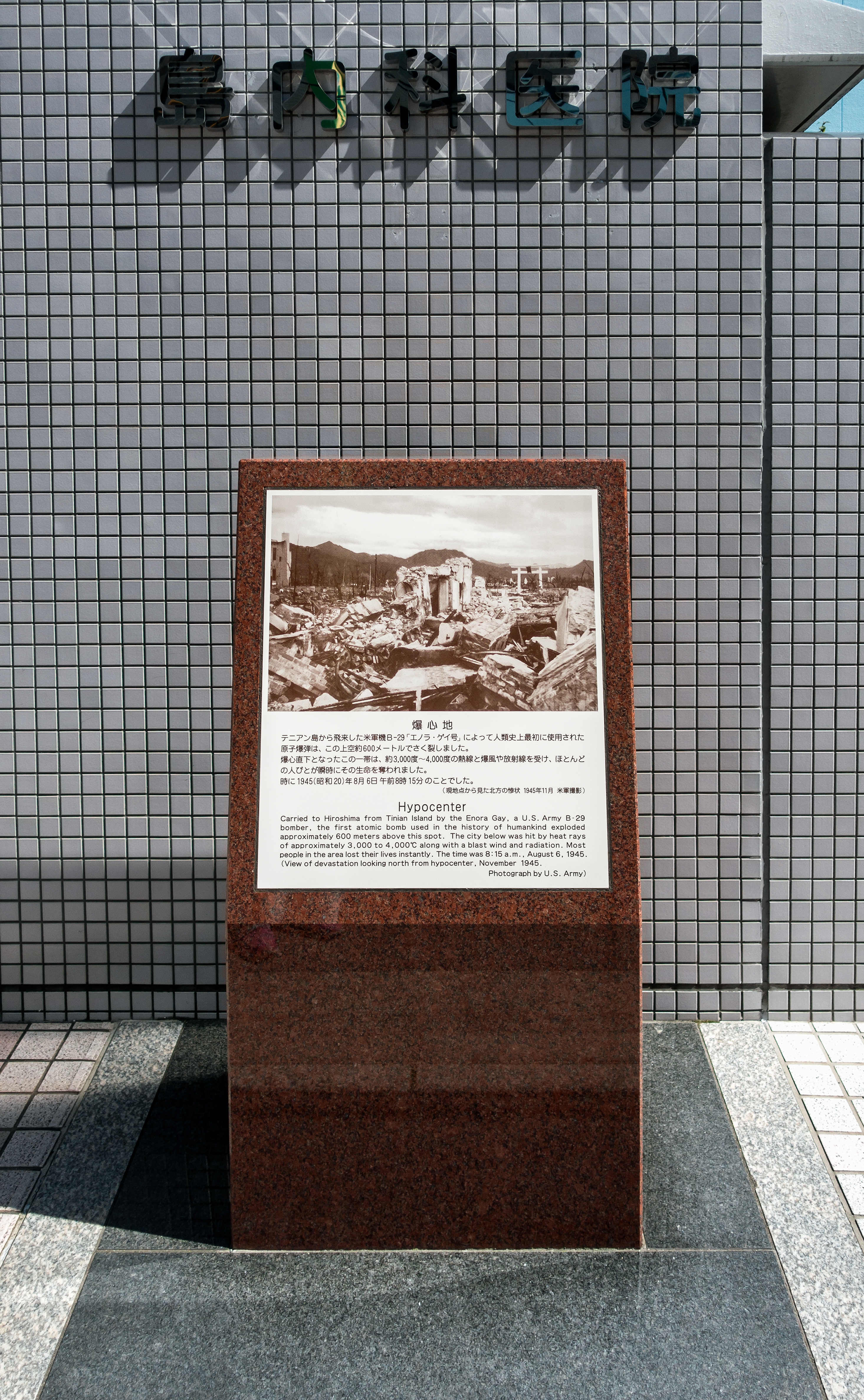
爆心地となった島病院前に設置された原爆被災説明板（広島市中区大手町）

1945年（昭和20年）8月6日午前8時15分頃、広島市に投下された原子爆弾（リトルボーイ）の爆心地は、市内を流れる太田川に架かる相生橋から南東に約300メートル離れた島病院（当時の同市細工町、現在の同市中区大手町）付近と推定されることで、今日の識者の見解は概ね一致している。
被爆地ヒロシマの平和の象徴として有名な原爆ドーム（旧広島県産業奨励館）は、爆心地と相生橋とのほぼ中間地点の元安川沿い（爆心地からの距離およそ150メートル）にあり、川を隔てたデルタ地帯の最上流部（中島町）に平和記念公園がある。
爆心直下の地表では、原爆から放射された摂氏数千度を超える熱線を浴びて命を落としたり重度の火傷を負ったりした被爆者が多数いた。また、超音速の衝撃波と台風の最大風速をはるかに凌ぐ爆風を受けて、破壊された建物の下敷きになったり、砕け散ったガラス片などで致命傷を負ったり、全身を床に叩きつけられたりして死亡した者も多い。さらに爆心地付近は厚いコンクリートの壁をも透過する放射線の被曝による致死率が著しく高い。
これらの被災状況から、NHK広島局 (1986)では、最も被害が激烈であった爆心から半径500メートル圏内を「爆心地」と位置づけている。東京帝国大学医学部調査班の調査結果によれば、この圏内にいた被爆者の1945年11月時点までの総死亡率は98.4パーセントに達し、半径1キロメートル圏内でも90.0パーセントに上った。

#### 爆心地の同定

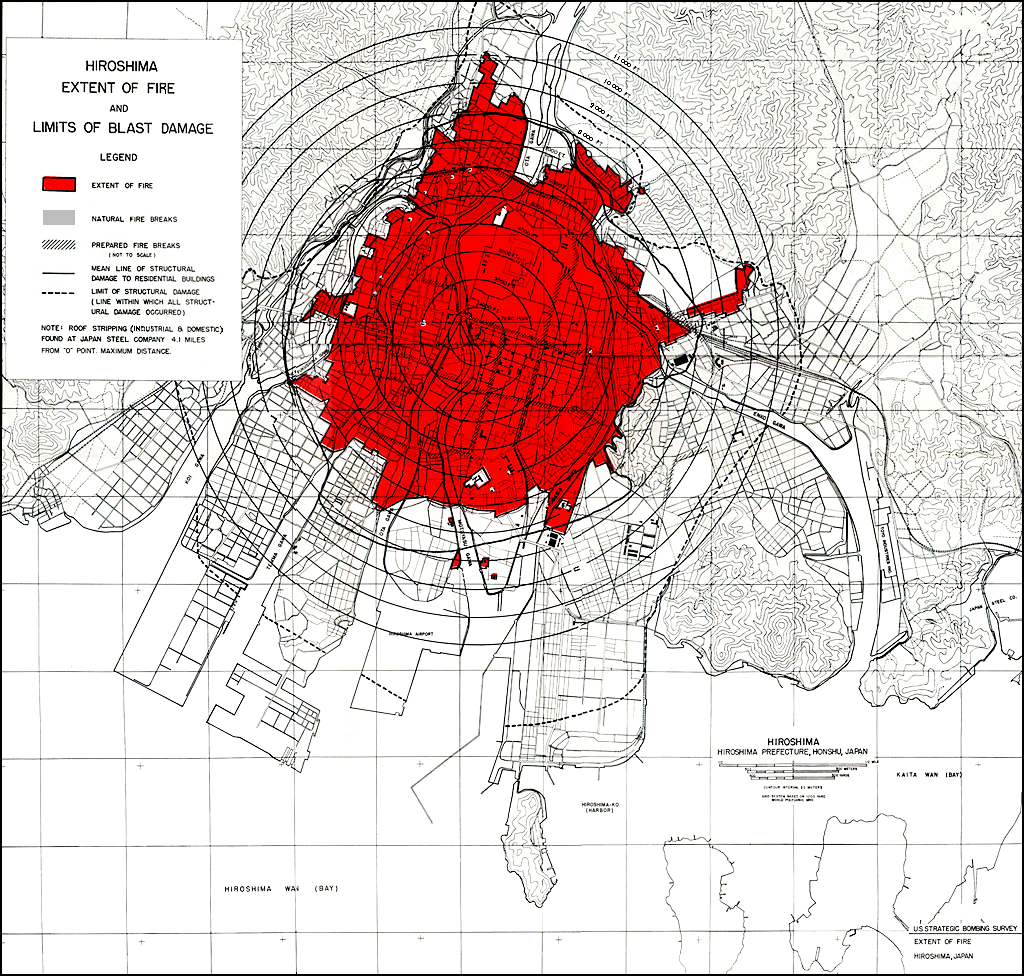
被爆都市・ヒロシマの損害程度を示す地図．赤色の領域は焼損範囲．爆心地を中心とする同心円は1000 ft間隔．

広島平和記念資料館は1999年の時点で、爆心地の座標について「現在最も信頼性が高いとされているのが、東経132度27分29秒、北緯34度23分29秒、高度580メートル、現在の大手町一丁目5-24、島外科南側大手町第3駐車場の敷地内上空である」と図録に掲載していた。その根拠は原爆傷害調査委員会 (1969)に掲載されたHubbellらによる推定値とされるが、そこから導き出したと思われる左記の経緯度座標は不正確であったことが竹﨑 (2000)に示された。
原爆傷害調査委員会 (1969)は、1945年から1968年までの間にまとめられた日本および米国の複数の原爆調査団による各種調査資料（報告書や地図）約25件を再検討し、広島と長崎の爆心地の座標および爆発点の高度について最良の推定値を求めた報告書である。以下、同報告書が再検討の対象とした調査団の調査結果をいくつか取り上げる。

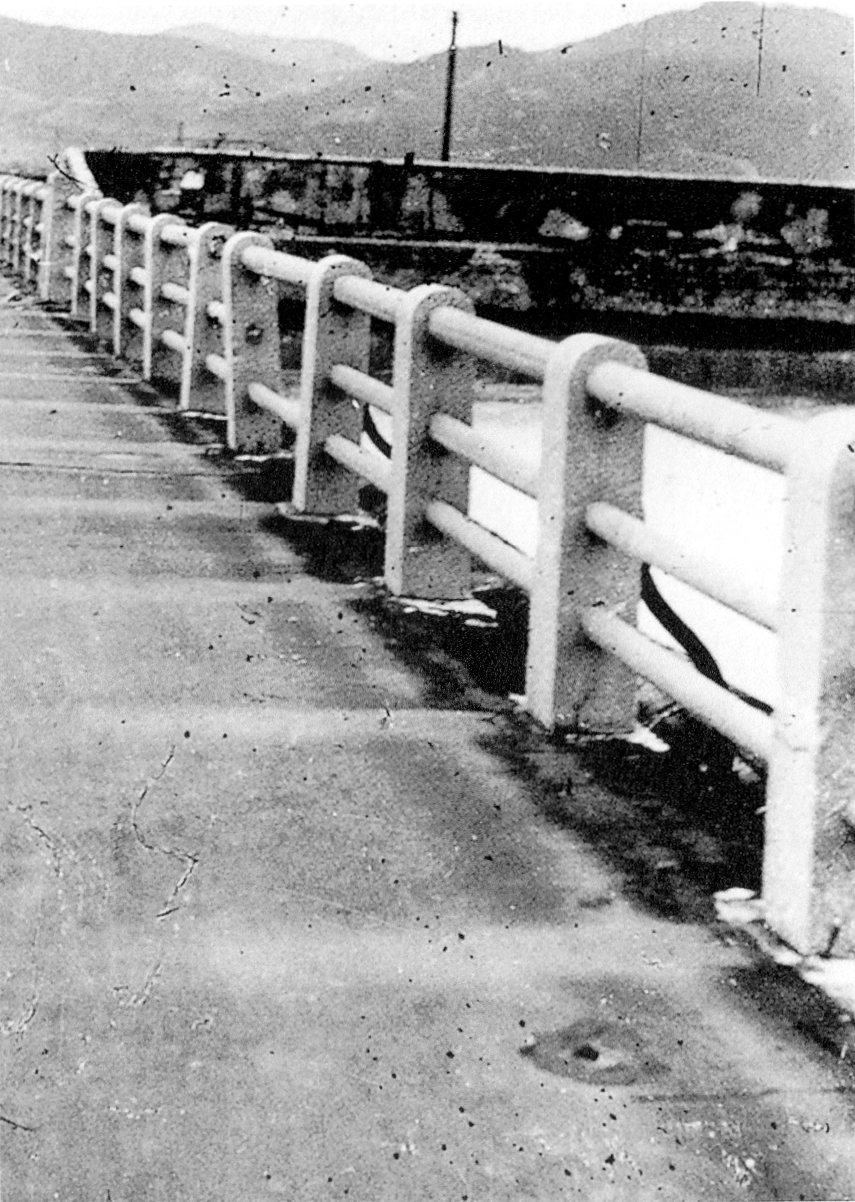
原爆の熱線により、焼き付けられた影．万代橋（爆心地から880 mの地点）にて．

被爆当日の午後、早い段階から広島に調査班を派遣した呉鎮守府調査隊と、8日から加わった大本営海軍部調査団により数日間、調査が行われた。その結果、爆風による建物と樹木の倒壊角度から爆心地は「護国神社南方三〇〇米」、熱線による防空壕の焦痕の解析から高度は「約五五〇米」と推定された。この推定値は後に行われた他の調査結果と比較してもなお一定の正確さを保っており、呉鎮守府の技師たちによる初期調査は科学的に水準の高いものだったと評価されている。
同年9月14日、原子爆弾の被害を総合的に調査研究するため、文部省は学術研究会議に原子爆弾災害調査研究特別委員会を設置し、日本の学術界の総力を挙げて被爆調査を行うこととなった。その物理化学地学科会に設けられた、仁科芳雄博士率いる物理班、木村健二郎博士率いる化学班、渡辺武男博士率いる地学班が、それぞれ爆心地の科学的調査を行なった。
特に地学班の地質グループは、同年10月11日より通常の地質調査の要領で現地踏査し、石造りの建造物の表面に残された原爆の熱線の影を測定する方法により、爆心地を「護国神社の南方380 m」、爆発点を「爆心地上空約570 m」と推定した。
同様の投影線を取った理化学研究所の木村一治と田島英三は、爆央（爆心地）の測定方法について次のように述べている。
そして、木村・田島は広島の爆心地の位置について「細工町19番地、即ち護国神社前の電車通りの南方約125 mの島病院の玄関の東南方約25 mの地点に位する」と結論づけ、平均誤差は半径約15 mとした。爆発点の高さについては、爆心地から500メートル以遠の距離における熱線残影に基づいて577±20 mと算定した。なお、木村・田島の測定結果に関しては、爆心地は護国神社の鳥居の南方120 m、東方20 mにあたる島病院またはその付近（正確度は±10 m）、爆発点の高度は586±15 mとする別報告に基づく異説がある。
Hubbellらは、木村・田島が火球の大きさも考慮に入れていたことや、彼らの測定の様子を撮影した記録映画から調査の慎重さがうかがえるとして、両名の測定値に相当な信頼を置いていたとみられる。その上で、爆発点の高度については、当時の資料に基づき、598メートルと再算定している。
原爆傷害調査委員会 (1969)では、入手できたすべての資料を用いて爆心地の位置を加重平均値で求めた結果、その座標は米国陸軍地図上で
爆心地座標 744.298×1261.707 炸裂点高度 580 m
とされ、爆心地座標の誤差は±0.016（15 m）、同じく高度は±15 mとする推定値が提案された。この座標値は、後述するように現在に至るまで最も信頼性の高い爆心地の推定位置の根拠とされている。
2025年（令和7年）現在、最も信頼性が高いとされる爆心地の地理座標は、北緯34度23分41秒 東経132度27分17秒 / 北緯34.394593542度 東経132.454797056度（北緯34度23分40.5秒 東経132度27分17.3秒 / 北緯34.394583度 東経132.454806度）である。この座標値は、元広島大学原爆放射線医科学研究所助手で地理学が専門の竹﨑嘉彦が1946年発行の米国陸軍地図を根拠とした原爆傷害調査委員会 (1969)と放射線影響研究所 (2006)の両資料に示された座標値を精査し、最新の日本測地系2011で利用可能な経緯度座標値に変換した成果である。地理情報システム（GIS）を駆使して、2011年に撮影された電子国土基本図の衛星画像に座標を投影すると、爆心地は島内科医院南隣にある大手町中央駐車場の出口南側に位置することが示された。被爆当時を知る名誉院長の話によれば、そこは旧島病院敷地内で中庭付近に当たるという。

### ナガサキ
1945年（昭和20年）8月9日午前11時2分頃、長崎市に投下された原子爆弾（ファットマン）の爆心地は、長崎市街中心部から北方に3キロメートルほど離れた地点（松山町171番地にあった別荘のテニスコート内）と推定される。この別荘は被爆直前まで地元の富豪が所有していたが、同地を女子挺身隊の宿舎とする計画のため、三菱重工業長崎造船所に買収されて間もない頃で、被爆当日は無人であった。現在は平和公園として整備されている。園内の爆心地付近（北緯32度46分25.5秒 東経129度51分47.7秒 / 北緯32.773750度 東経129.863250度）には、1956年（昭和31年）より「原子爆弾落下中心地碑」が建っている（下画像参照）。
爆心地の位置について、Hubbell et al. (1969)とKerr & Solomon (1976)は、国道206号（新浦上街道）と浦上天主堂通りが交わる松山町交差点から東南東に90メートルの地点としており、そこは公園内の「原子爆弾落下中心地碑」が建つ場所に非常に近い。Kerr & Solomon (1976)によると、その米国陸軍地図上のXY座標は1293.624×1065.936、高度は503±10 mとされる。座標データの信頼水準はXY座標・高度とも99パーセントで、爆心地の誤差半径は20メートルとされる。爆心地の標高は海抜8.5メートルである。
主要建造物で爆心地に最も近かったのは、長崎刑務所浦上刑務支所である。木造だった庁舎は爆風と火災で全壊全焼し、刑務所にいた受刑者、刑事被告人、職員、家族の計134人が即死した。現在は平和公園内に被爆遺構として一部が保存されている。
現在爆心地公園と通称されるエリアは、平和公園内に「祈りのゾーン」として整備された場所で、同ゾーンには「原子爆弾落下中心地碑」のほかにも、移築された旧浦上天主堂遺壁や、地元出身の富永直樹が制作した「被爆50周年記念事業碑」がある。

## グラウンド・ゼロ
「グラウンド・ゼロ」は元は原水爆の爆心地を指す用語であったが、今では大規模な災害で破壊され廃墟と化した地や、世界を震撼させた大事件の発生場所などにも比喩的に用いられる。あるいは、そこを「零地点」「原点」「出発点」と捉えて、そこからの再出発、新たな歴史の「はじまり」を象徴する記号としての意味を帯びる場合がある。

### 3つの原爆の爆心地（1945）
「グラウンド・ゼロ」は元々、米国のニューメキシコ州ソコロに近い砂漠で行われたトリニティ実験と、日本の広島市と長崎市に投下された原子爆弾の爆心地を指す用語であった。1946年6月に米国戦略爆撃調査団が公表した核攻撃の報告書では、この用語が多用されており、それを次のように定義付けている。
便宜上、「グラウンド・ゼロ」なる語は、爆発点、即ち「エア・ゼロ」真下の地点を指すのに使用される。
マンハッタン計画の従軍記者であったウィリアム・L・ローレンスは、「ゼロ」（Zero）は1945年の「原爆実験の選定地に与えられたコードネーム」だったと報じた。
『オックスフォード英語大辞典』では、破壊された広島市について報じた1946年のニューヨーク・タイムズ紙の記事を引用して、「グラウンド・ゼロ」（ground zero）を
"that part of the ground situated immediately under an exploding bomb, especially an atomic one."
（訳：爆発する爆弾、特に原子爆弾の真下に位置する地面の部分）
と定義している。
「グラウンド・ゼロ」という語は、最初の核兵器の兵器塔が「ポイント・ゼロ」（零地点）にあったトリニティ実験場で用いられた軍用スラングであったが、第二次世界大戦の終戦直後に一般的に使用されるようになった。

### ペンタゴン（非公式）

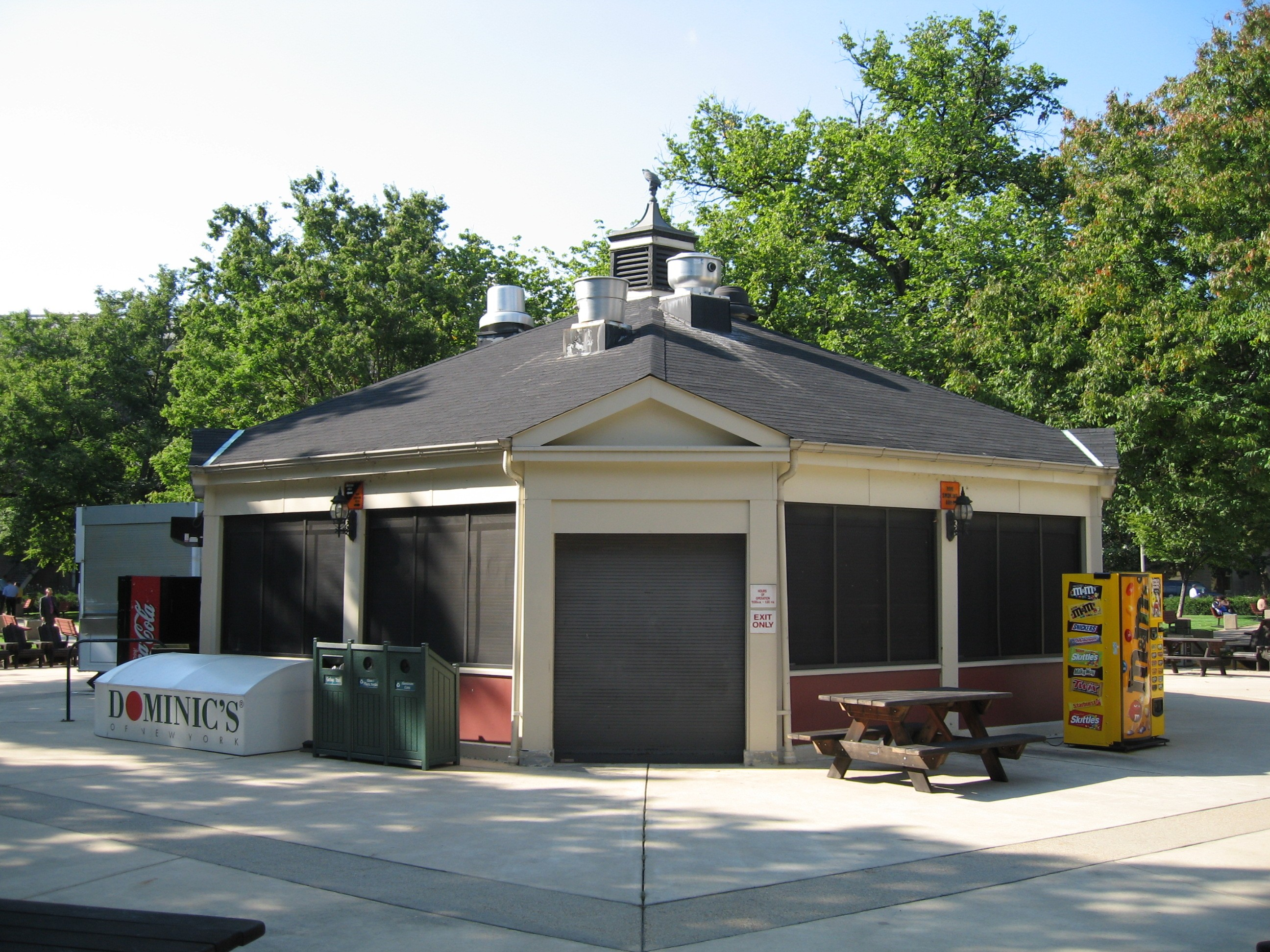
ペンタゴンの中央広場にあった「カフェ・グラウンド・ゼロ」

冷戦期、ペンタゴン（アメリカ国防総省の本部庁舎）は、万一にも核戦争が起きた場合には、東側陣営の核ミサイルの標的となることが確実視されていた。それゆえ、ペンタゴンの中心にある広場は、非公式に「グラウンド・ゼロ」と呼ばれ、かつて広場の中央にあったホットドッグの屋台には、世界一危険な飲食店を暗示させる「カフェ・グラウンド・ゼロ」という愛称が付いた。この屋台は2006年に取り壊され、2008年に食堂「センター・コート・カフェ」としてリニューアル開業した。

### チェルノブイリ原子力発電所（1986）
1986年4月26日に起きたチェルノブイリ原子力発電所事故に際しても、「グラウンド・ゼロ」という用語が使われた。

### ワールドトレードセンター（2001）

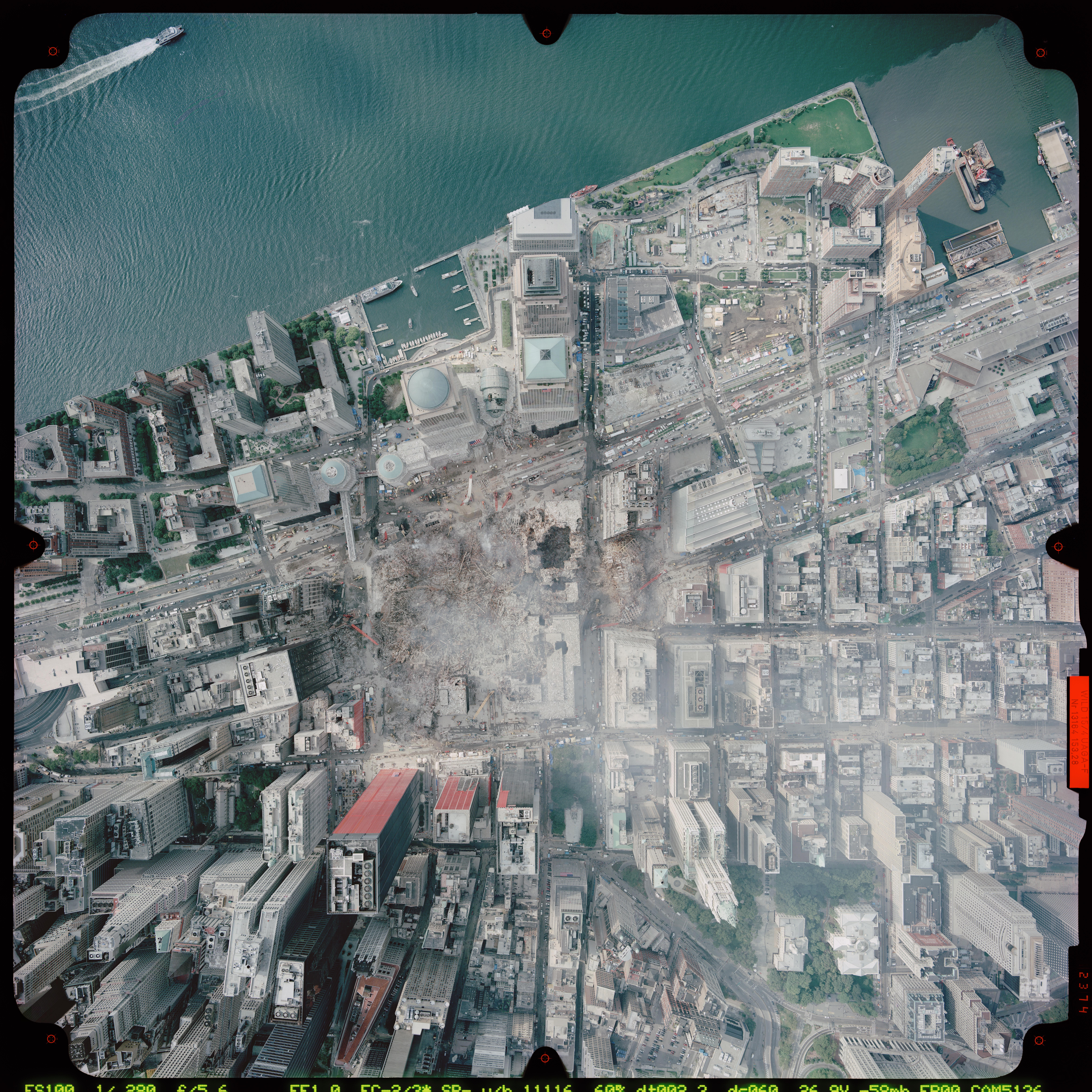
上空から見たワールドトレードセンター跡地（2001年9月23日撮影）

2001年9月11日、2機の航空機がアルカーイダに属する10人のテロリストによりハイジャックされ、ニューヨークのワールドトレードセンター（WTC）のツインタワーに激突し、甚大な損害を受けて炎上し始めた110階建てのツインタワービルが崩壊した。このアメリカ同時多発テロ事件で破壊されたワールドトレードセンター跡地は、爆心地・ヒロシマを連想させるとして、事件直後から「グラウンド・ゼロ」として広く知られるようになった。この事件を契機とした「テロとの戦い」の時代の幕開けを象徴する言葉でもあったとの見方もある。
瓦礫が撤去され、跡地に新しいワン・ワールド・トレード・センターとナショナル・セプテンバー11メモリアル＆ミュージアムが建設された後も、この場所を指す用語として「グラウンド・ゼロ」の呼称は頻繁に使用された。他方で、WTC跡地から2ブロック離れた敷地に建てる計画があったイスラム教の文化施設「パーク51」の建設プロジェクト反対論者は、同施設に「グラウンド・ゼロ・モスク」という名のレッテルを貼った。
2011年、テロ事件から10周年となるのを前に、ニューヨークのマイケル・ブルームバーグ市長（当時）は、「グラウンド・ゼロ」の名で呼ぶのはもうやめるべきだと強く主張し、「その16エーカー (6.5ヘクタール)を〈ワールドトレードセンターおよびナショナル・セプテンバー11メモリアル＆ミュージアム〉と呼ぶ時が来た」と述べた。

### ハリケーン・カトリーナ（2005）
2005年8月末に合衆国本土に上陸し、猛威を奮ったハリケーン・カトリーナで被災した中心地も、しばしば「グラウンド・ゼロ」として言及される。ミシシッピ州ウェーブランドにあるウェーブランド・グラウンド・ゼロ・ハリケーン・ミュージアム（2013年開館）は、国家歴史登録財に指定された歴史的建造物で、同地区において唯一ハリケーン災害による破壊を免れた公共施設である、旧ウェーブランド小学校校舎に入っている。

### 福島第一原子力発電所（2011）
2011年（平成23年）3月11日に日本で発生した東北地方太平洋沖地震とそれに伴う津波により被災した福島第一原子力発電所の事故現場も「グラウンド・ゼロ」と報じられたことがある。